# Wünschet Jerusalem Glück
Wünschet Jerusalem Glück (in tedesco, "Augurate felicità a Gerusalemme") BWV Anh 4 è una cantata di Johann Sebastian Bach.

## Storia
Di questa cantata esistevano due versioni: la prima (BWV Anh 4) venne composta nel 1726 o nel 1727 per l'inaugurazione del nuovo consiglio municipale di Lipsia e venne eseguita il 26 agosto 1726, il 30 agosto 1727 o il 30 agosto 1728. La seconda versione (BWV Anh 4a), riarrangiata per festeggiare il duecentesimo anniversario della Confessione di Augusta, venne eseguita il 27 giugno 1730. La cantata venne poi nuovamente modificata a Lipsia nel 1741. Il libretto era stato scritto da Christian Friedrich Henrici.
Tutte le versioni, purtroppo, sono andate perdute, anche se i musicologi suppongono che la musica sia stata una parodia della cantata Gesegnet ist die Zuversicht BWV Anh 1.